# City of Newcastle, New South Wales
Newcastle är en region i Australien.   Den ligger i delstaten New South Wales, i den sydöstra delen av landet, 400 km nordost om huvudstaden Canberra. Antalet invånare är 158 553.
Följande samhällen finns i Newcastle:
- Newcastle
- Mayfield
- Elermore Vale
- Waratah
- Lambton
- Hamilton
- Cooks Hill
- Beresfield
- North Lambton
- Rankin Park
- New Lambton Heights
- Carrington
- Mayfield West
- Tighes Hill
- Broadmeadow
- Merewether Heights
- The Junction
- Bar Beach
- Newcastle East
- Hamilton East
- Hamilton North
- Minmi
- Black Hill
- Newcastle West
- Hexham